# Halvdan Eyvind Stokke

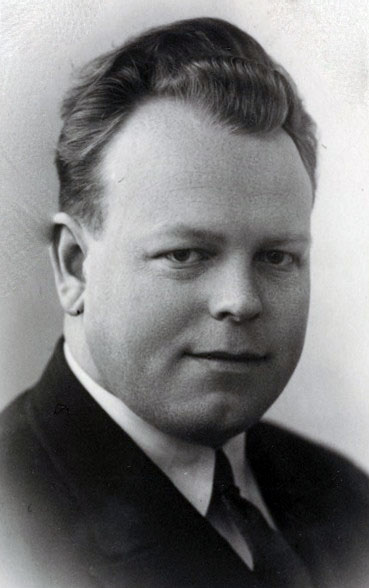
Halvan Eyvind Stokke, etwa 1930

Halvdan Eyvind Stokke (* 20. November 1900 in Fredrikstad; † 15. Dezember 1977 in Oslo, geboren als Halvdan Eyvind Johannessen) war ein norwegischer Politiker der Arbeiderpartiet, erster Bürgermeister von Oslo nach der Fusion mit Aker ab 1948 sowie 15 Jahre lang Generaldirektor der Norges Statsbaner. Er trug wesentlich zur Modernisierung und Rationalisierung des Eisenbahnbetriebs in Norwegen durch Reduzierung der Dampfbetriebes, Stilllegungen von unrentablen Strecken und Elektrifizierung bei.
Halvan Eyvind Stokke war der Sohn von Kjelesmed Anton Johannessen (1857–1936) und Helen Anderson (1865–1944). Er heiratete am 19. Dezember 1925 in Oslo Esther Pedersen. Die Namensänderung in Stokke erfolgte 1930.

## Beruflicher Lebenslauf
Stokke wuchs in Fredrikstad auf. Nach dem Abschluss der Mittelschule 1917 diente er ein Jahr lang bei der Marine. Von 1919 bis 1920 besuchte er die Telegrafenschule und war einer der ersten, die einen Kurs in Funktechnik enthielten. Stokke war ab 1920 bei Telegrafverket in Kristiania angestellt. Von 1921 bis 1922 war er Sekretär des Verwaltungsrates der Telegrafenverwaltung, von 1922 bis 1924 in der technischen Abteilung und von 1924 bis 1926 als Sekretär in der Abteilung Kristiania/Oslo telefonanlegg beschäftigt. Mit der Eröffnung des Rundfunks in Fredrikstad wurde Stokke ab 1926 dessen Leiter. Ab 1929 ging er nach Oslo als Sekretär des Vorstands der Telegrafenabteilung zurück. 1938 wurde er zum Bürovorsteher befördert.
Nach der Befreiung Norwegens von der deutschen Besatzung wurde Stokke am 8. Mai 1945 übergangsweise bis 14. Mai 1945 der Leiter des Arbeitsministeriums. Stokke war von 1946 bis 1947 der letzte Bürgermeister der Gemeinde Aker vor der Fusion mit Oslo. Ab 1947 war er persönlicher Sekretär des Verkehrsministers und ab 11. Juli 1947 Staatssekretär im Verkehrsministerium. Diese Position gab er am 21. Januar 1948 auf, als er im Zusammenhang mit der Fusion von Oslo und Aker im Januar 1948 Bürgermeister der neuen Großgemeinde Oslo wurde. Die Lokalpolitiker und Bewohner von Aker hatten ein tief verwurzeltes Misstrauen gegenüber Oslo und sicherten bei den Kommunalwahlen 1948 seinen Platz im Stadtrat mit einer gemeinsamen Wahlempfehlung. Er hatte das Amt als Bürgermeister von Oslo von 1948 bis 1956 inne.
1950 wurde Stokke für sechs Jahre Generaldirektor der Norges Statsbaner (NSB). Diese Amtszeit wurde später erweitert, die zuerst noch einmal um sechs und danach um weitere drei Jahre.
Stokke erkannte früh, dass die Eisenbahn modernisiert werden und mit weniger Personal auskommen musste. In diesem Zusammenhang führte er das Vekk med dampen-Programm (deutsch "Weg mit dem Dampf") ein. Durch die Elektrifizierung von großen Teilen des Netzes und der Beschaffung von Diesellokomotiven für die Reststrecken sollte der Eisenbahnverkehr effizienter werden. Ab 1954 wurden mehrere Serien von Diesellokomotiven gekauft und 1971 war der Dampfbetrieb in Norwegen Geschichte. Unter der Führung von Stokke wurden die ersten unrentablen Nebenbahnen mit wenig Verkehr stillgelegt.

## Politischer Lebenslauf

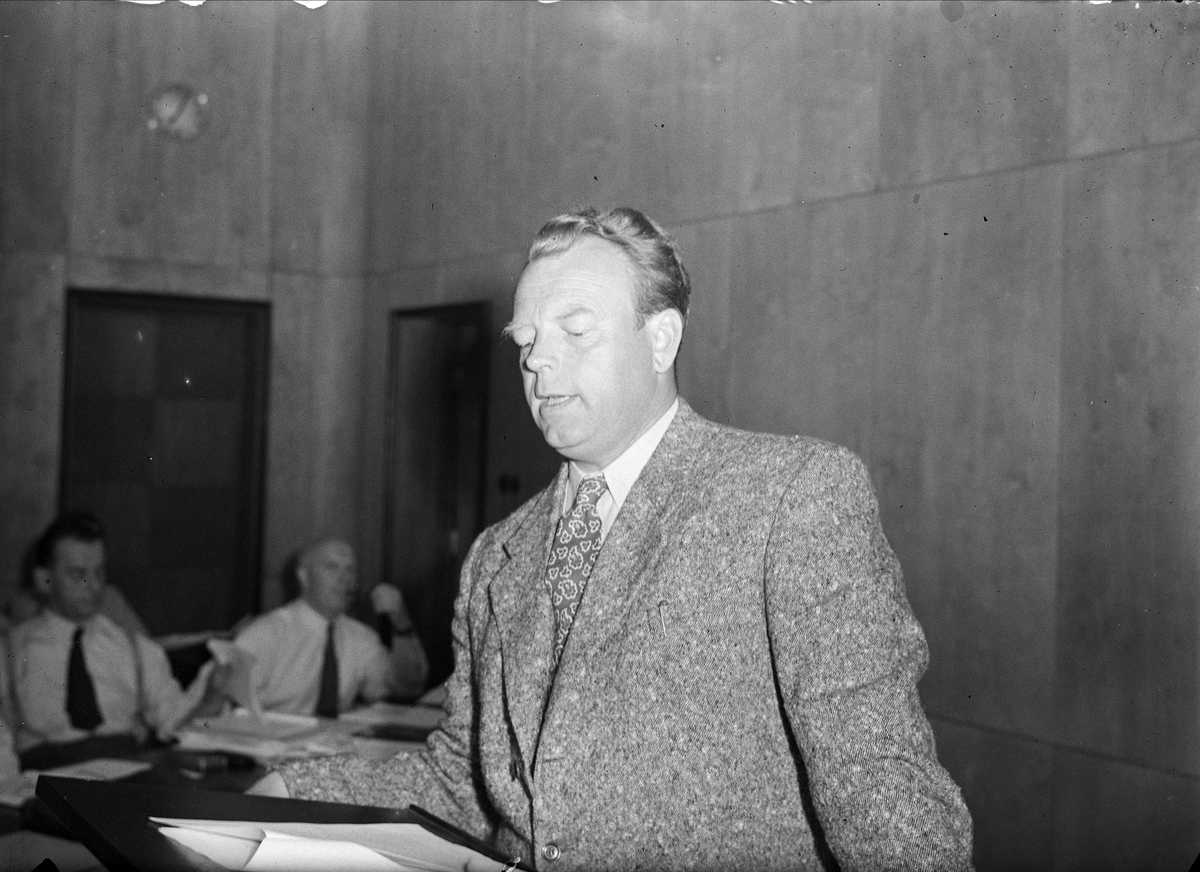
Stokke als Bürgermeister im Bezirksamt Aker, Trondheimsveien 5 in Oslo, Juli 1947

Stokkes Vater war politisch aktiv und einer der ersten, die sich im Norsk Jern- og Metallarbeiderforbund (deutsch "Norwegischer Eisen- und Metallarbeiterverbund") einsetzte. Stokke war selbst war sehr bald im Telegrafmennenes Landsforbund (deutsch "Landesverband der Telegrafenarbeiter") aktiv. 1926 wurde er Vorsitzender und 1951 Ehrenmitglied. Er war in der politischen Jugendarbeit tätig, zunächst als Mitglied der sozialdemokratischen Jugend (norwegisch "Det socialdemokratiske ungdomslag") in Kristiania und später Jugendpionier in Fredrikstad. 1924 wurde er zum stellvertretenden Vorsitzenden des Norges Socialdemokratiske Ungdomsforbund (deutsch "Norwegischer Sozialdemokratischer Jugendverband") gewählt. Er leitete bis 1926 den Verband als Vorsitzender.
Stokke war von 1928 bis 1929 Mitglied des Stadtrates von Fredrikstad sowie von 1932 bis 1948 Gemeinderat in Aker, ab 1945 der erste Bürgermeister der Arbeiderpartiet in Aker. Nach dem Zusammenschluss von Aker mit Oslo war er bis Ende 1950 Bürgermeister der  neuen Großgemeinde. Zu den großen Ereignissen in dieser Zeit zählen 1950 das 900. Stadtjubiläum und die Eröffnung des neuen Rathauses. Im gleichen Jahr unterzeichnete sie eine Vereinbarung mit den Grundbesitzern, die seither die Nordmarka als Naherholungsgebiet für die Hauptstadt sichert.
H. E. Stokke war von 1945 bis 1948 Vorsitzender der Statens samferdselsnevnd (deutsch "Staatlichen Verkehrsnetze") und von 1969 bis 1971 im Vorstand der Akers Sparebank.

## Ehrungen
- 1956 – St. Hallvard-Medaille
- 1960 – Kommandeur des Sankt-Olav-Orden
- Königliche Verdienstmedaille
- Kommandeur des dänischen Dannebrogorden
- Träger des schwedischen Nordstern-Ordens
- Träger des finnischen Finnischer Ordens der Weißen Rose